# 经幡

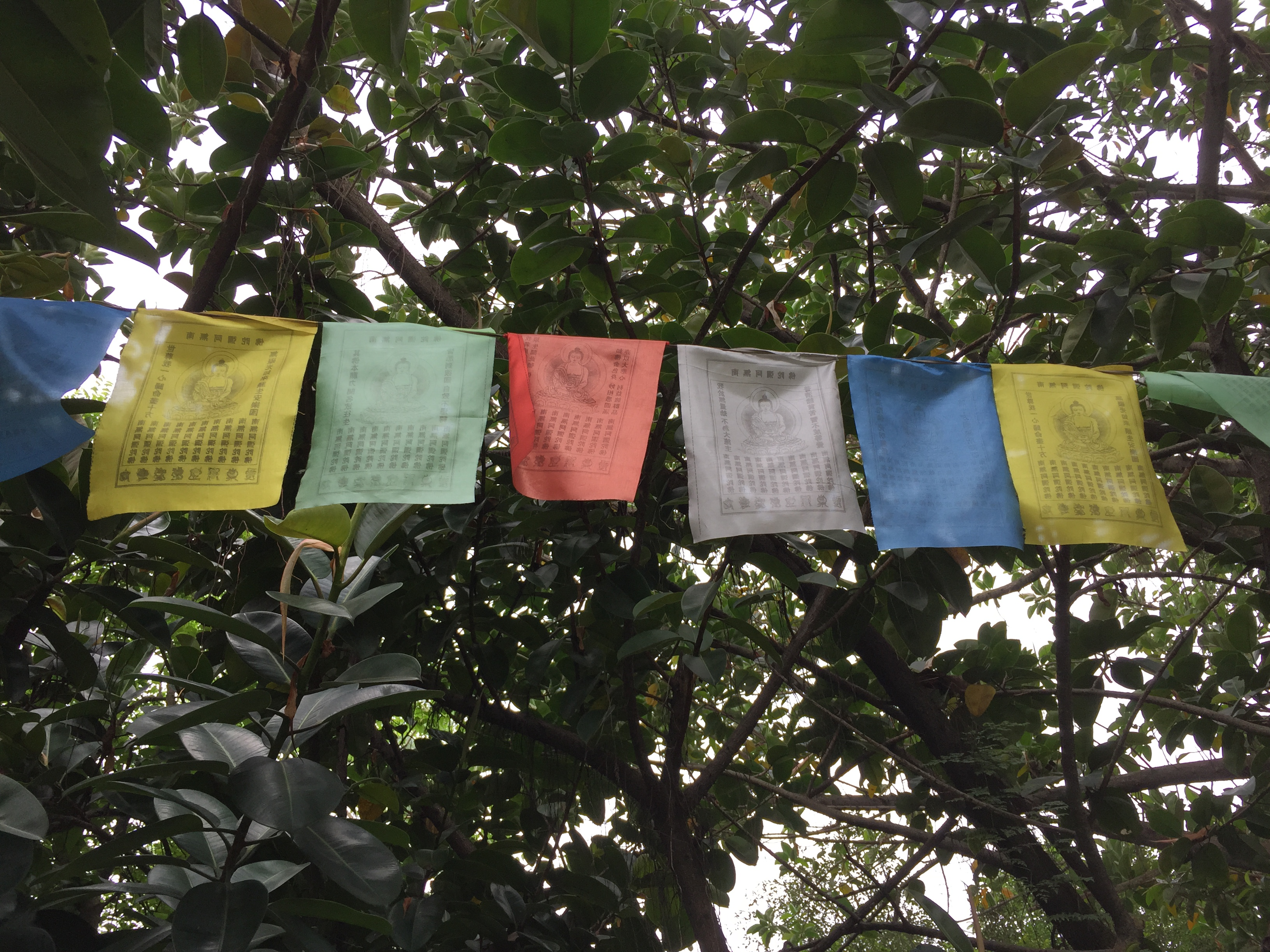
开元寺泰佛殿的经幡

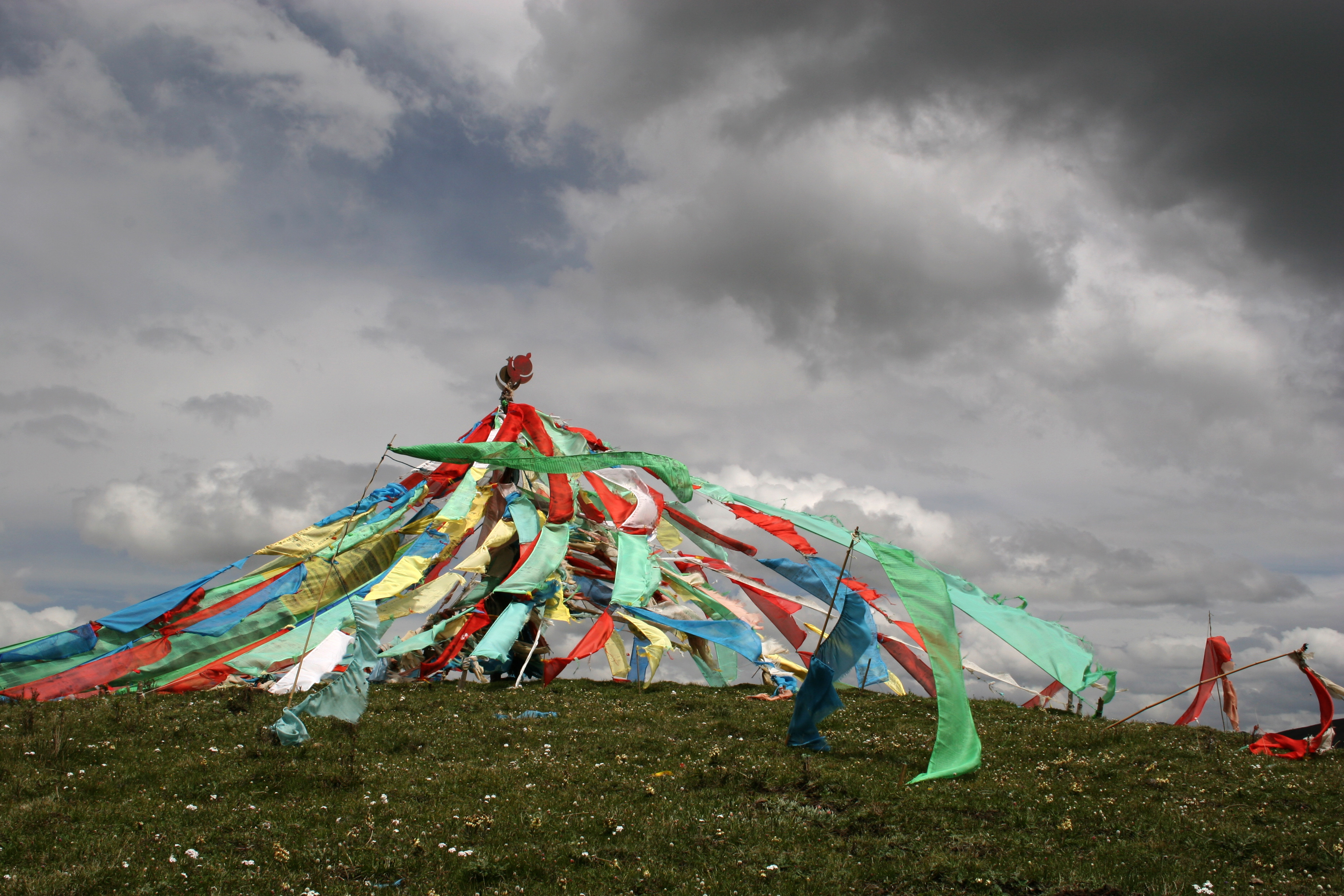
祁连山上飘扬的经幡

經幡，指有書寫或印刷佛經、佛號或陀羅尼的幡布，令眾生見聞、讀誦、思惟、塵觸而獲得利益。

## 來由
《華嚴經十回向品》載：「菩薩施上妙幢幡，回向云：願一切眾生，常以寶繒，書寫正法，護持諸佛菩薩法藏。」
《佛說灌頂隨願往生十方淨土經》卷十一：「普廣菩薩白佛言。世尊若四輩男女。若臨終時若已過命。是其亡日我今亦勸。造作黃幡懸著剎上。使獲福德離八難苦。得生十方諸佛淨土。幡蓋供養隨心所願至成菩提。幡隨風轉。破碎都盡至成微塵。風吹幡塵其福無量。幡一轉時轉輪王位。乃至吹塵小王之位。其報無量。燈四十九照諸幽冥苦痛眾生蒙此光明皆得相見。緣此福德拔彼眾生悉得休息。」

## 漢傳佛教
經幡係作為供養佛菩薩的莊嚴具，上書經文或佛號，用以象徵佛菩薩之威德。
在《藥師琉璃光如來本願功德經》中教示應為病人皈依世尊藥師琉璃光如來、懸五色續命神幡、燃燈供佛、放諸生命等善行為病人祈福。

## 藏傳佛教
佛教傳入藏地後，经幡（藏語：དར་ལྕོག་，威利转写：dar lcog）與當地原始宗教習合，發展出名為「風馬旗」的經幡，藏語稱為隆達或龍達（藏語：རླུང་རྟ་，威利转写：rlung rta），「隆」是藏語的「風」，「達」是藏語的「馬」，故漢譯為「風馬」、「風馬旗」，其幡布上繪有馱運佛法僧三寶的馬，意思是藉由風的力量如同馬匹載運經文送到各地利益眾生。又稱為嘛呢旗、祈禱幡等。經幡的形狀有方形和矩形。仔細觀察圖案，你會看到一匹馬背著中間的許願寶石，頂部是太陽和月亮畫，四個角落裡有龍，鷹，虎，獅等四種動物。
風馬旗一串橫向展開五面幡布，每面分別為藍、白、紅、緣、黃等色。上有六字真言等經咒，常懸掛在寺院、敖包、聖地、嘛呢堆等處，當牧民們路過這些地方，都會下馬致意，右繞經幡。
經幡也有作為直立式以旗桿插地或固定。亦有將經咒印在紙上，隨風施放。